# Caluromysiops irrupta
Caluromysiops irrupta es una especie de marsupial didelfimorfo de la familia Didelphidae, la única del género Caluromysiops, estrechamente relacionado con Caluromys, hasta el punto de que algunos autores lo consideran como subgénero del mismo.
Entre los nombres vernáculos que recibe están el de zarigüeya lanuda de hombros negros, zarigüeya lanuda inca, filandro incaico y zarigüeyita de estola negra.
La localidad tipo está en Quispicanchi (Perú).

## Ecología
Esta especie es extremadamente arborícola habita las densas selvas lluviosas del sur de Colombia, del este del Perú, del norte de Bolivia y del oeste del Brasil.

## Características
Pesa de 2 a 5 kg, y mide entre 25 y 30 cm más 35 cm de cola. El manto se caracteriza por la existencia de dos líneas oscuras que le recorren el dorso desde los brazos hasta converger en los hombros, a partir de los cuales vuelven a separarse y discurrir paralelas a lo largo del dorso, hasta la grupa. 
El cráneo es de constitución fuerte, destacando especialmente una prominente cresta sagital especialmente desarrollada en los adultos. El arco cigomático es robusto, el rostro corto y los molares relativamente grandes, lo que distingue a este género de otras zarigüeyas lanudas. 
Dos líneas de color ceniciento surcan ambos lados de la cara a la altura de los grandes y prominentes ojos oscuros. Las orejas son relativamente pequeñas y redondeadas.
Las extremidades anteriores están ligeramente menos desarrolladas que las posteriores, observándose en ellas la disposición dactilar característica de la familia Didelphidae.
La cola es de mayor longitud que el cuerpo y está dotada de capacidad prensil. Está cubierta de denso pelo más oscuro que el cuerpo en las zonas proximales, aclarándose hacia el extremo a la vez que se desnuda en las porciones inferiores.

## Dieta
Esta zarigüeya se alimenta de frutos en la jungla tropical, ejerciendo además un importante efecto polinizador al alimentarse de néctar de flores de los árboles en los que habita durante la estación seca. 
El gran desarrollo de la osamenta de la cara induce a pensar que también puede alimentarse de frutos con corteza dura como nueces.

## Reproducción
La reproducción de esta especie es muy similar a la de otros marsupiales. El periodo de gestación es corto, inferior a quince días.
Se carece de datos suficientes para establecer un tamaño medio de la camada, si bien se ha detectado que  en una camada pueden nacer más crías que pezones tiene la madre, de tal modo que algunas de ellas, las que tarden más tiempo en alcanzar uno de ellos, no podrán llevar a término su desarrollo postnatal.
Como otras especies de marsupiales, las hembras lamen cuidadosamente el marsupio aseándolo previamente al nacimiento de las crías.

## Comportamiento
Está considerado como el más raro de los grandes didélfidos, siendo por tanto uno de los animales menos conocidos que existen en la actualidad.
Como otras zarigüeyas, se considera que son animales solitarios que sólo contactan con individuos de su especie en la época de celo.

## Estado de conservación
- Clasificación UICN: Vulnerable[4]